# Franz Grashof

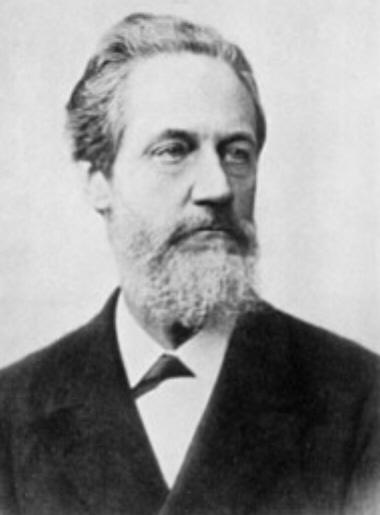
Franz Grashof

Franz Grashof  (Düsseldorf, 11 juli 1826 - Karlsruhe, 26 oktober 1893) was een Duitse ingenieur. Hij is vooral bekend van het Getal van Grashof.
Op vijftienjarige leeftijd begon hij te werken als werktuigkundige. Ondertussen zat hij op een handelsschool. Tussen 1844 en 1847 studeerde Grashof wiskunde, natuurkunde en machine-ontwerp in Berlijn. Tussen 1849 en 1852 verbleef Grashof achtereenvolgens in Nederlands-Indië en Australië. Na terugkomst in Berlijn vervolgde hij zijn studie.
Grashof was een van de oprichters en directeuren van de Verein Deutscher Ingenieure, de Vereniging van Duitse Ingenieurs. Naar hem is de hoogste onderscheiding van deze vereniging, de Grashof-Gedenkmünze, vernoemd. Deze onderscheiding is onder meer gewonnen door Ferdinand von Zeppelin, Wilhelm Maybach, Carl Bosch en Ferdinand Porsche.